# Adonisea amaryllis
Adonisea amaryllis là một loài bướm đêm trong họ Noctuidae.